# Tangga Batu (Sosa)
Tangga Batu is een bestuurslaag in het regentschap Padang Lawas van de provincie Noord-Sumatra, Indonesië. Tangga Batu telt 129 inwoners (volkstelling 2010).